# Elaphognathia nunomurai
Elaphognathia nunomurai is een pissebed uit de familie Gnathiidae. De wetenschappelijke naam van de soort is voor het eerst geldig gepubliceerd in 2010 door Ota, Tanaka, Hirose & Hirose.